# Leucophora innupta
Leucophora innupta este o specie de muște din genul Leucophora, familia Anthomyiidae, descrisă de Huckett în anul 1966. Conform Catalogue of Life specia Leucophora innupta nu are subspecii cunoscute.